# Tallero di Basilea
Il tallero (ted. Thaler o Taler) fu la moneta del cantone svizzero di Basilea fino al 1798. Era suddiviso in 30 Batzen, ognuno di 4 Kreuzer o 8 Rappen. Talleri erano coniati sia della città che dal vescovo di Basilea. Fu sostituito nel 1798 durante la Repubblica elvetica dal Franco. Dopo il 1803, quando il diritto di coniazione tornò ai cantoni, la moneta di maggior taglio di Basilea fu quella da 5 Batzen.

## Monete
I primi talleri furono coniati tra il 1542 ed il 1552 dalla città di Basilea accanto a monete da 1/2 tallero emesse tra il 1542 ed il 1548. Nel XVII e nel XVIII secolo la città emise monete da 1/4, 1/2, 1 e 2 talleri; ci fu anche un'emissione di 1/3 di tallero solo nel 1764 e nel 1766. Alla fine del XVIII secolo Basilea emise monete in biglione da 1/2, 1 e 3 Batzen, monete d'argento da 1/6, 1/3, 1/2 and 1 tallero, e d'oro da 1 Duplone e da 1 e da 2 Gulden.
Il Bistum (vescovato) di Basilea emise talleri d'argento per la prima volta nel 1596. Il vescovo Wilhelm Rinck von Baldenstein (1608-1628) emise dei 1/4 di talleri nel 1623, 1/2 talleri nel 1625 monete da 1 tallero nel 1624 e nel 1625. Il vescovo Johann Konrad II (1705-1737) emise dei 1/4 di tallero nel 1717 e monete da 1 tallero nel 1716. Queste sono state le ultime monete con questa denominazione emesse dai vescovi di Basilea che comunque emisero monete di biglione da 1/2 ed un Batzen e monete d'argento da 12 e 24 Kreuzer (3 e 6 Batzen).